# Marie d'Avesnes (1200-1241)
Pour les articles homonymes, voir Marie d'Avesnes (homonymie) et Marie de Blois.
Marie d'Avesnes ou Marie de Blois, née vers 1200[réf. nécessaire], est la fille de Gautier II d'Avesnes et de Marguerite de Blois. Elle fut comtesse de Blois, dame d'Avesnes, de Bohain (1236) et de Guise en tant qu'unique héritière de ses père et mère.

## Famille et descendance
En 1225, Marie d'Avesnes épouse Hugues Ier de Châtillon, second fils de Gaucher de Châtillon, et d'Élisabeth de Saint-Pol (1180-1212) (fille de Hugues IV de Campdavaine). En 1226, Hugues et Marie fondent à Couilly, l'abbaye du Pont-aux-Dames, monastère de moniales cisterciennes, où ils sont inhumés.
De leur union naquirent :
- Jean de Châtillon (mort en 1279), comte de Chartres et de Blois, seigneur d'Avesnes, de Leuse, de Guise, de Bohain (1268[2]), marié en 1254[2] à Alix de Bretagne ;
- Guy (mort le 12 mars 1289), comte de Saint-Pol, seigneur d'Ancre, de Bohain (1248), marié à Mathilde de Brabant[2] ;
- Gaucher (mort en 1261), seigneur de Châtillon, de Crécy-en-Brie, de Crèvecœur, de Troissy, mariée à Isabeau de Villehardouin dont l'un des enfants, Gaucher de Châtillon fera la branche des comtes de Porcien ;
- Hugues (mort en 1255).

À la mort de Marie d'Avesnes en 1241, le comté de Blois échoit à son fils aîné Jean.